# Magnus Huss (medicinare)
Magnus Huss, född den 22 oktober 1807 i Torps prästgård, Medelpad, död den 22 april 1890 i Stockholm, var en svensk läkare och professor, adlad med bibehållet namn. Han var brorson till Magnus Huss, känd som Vildhussen, bror till Frans Huss och farfars bror till Elof Huss.

## Biografi
Magnus Huss var son till kyrkoherden i Torps socken, Medelpad, Johan Huss och Catharina Magdalena Hellzén. Släktnamnet var upptaget efter farmoderns mor, vars far var farbror till Ericus Olai Huss.
Huss blev student vid Uppsala universitet 1824, filosofie kandidat 1829, filosofie magister 1830, medicine kandidat 1832, medicine licentiat 1834, kirurgie magister 1835 och medicine doktor samma år. Redan året förut hade Huss förordnats till underläkare vid Serafimerlasarettet i Stockholm och blev 1835 adjunkt i medicin och kirurgi vid Karolinska Institutet. Sedan han 1837-38 för vetenskapliga studier vistats i Tyskland, Österrike och Frankrike, utnämndes han 1839 till biträdande överläkare vid Serafimerlasarettet och startade där den 1 augusti samma år den första verkliga medicinska kliniken i Sverige. Vid denna klinik infördes de fysikaliska undersökningsmetoderna i förening med ett noggrannare studium av den patologiska anatomin; och genom den utomordentliga duglighet och ihärdighet Huss under sin långa tjänstetid utvecklade som klinikföreståndare kan den ovannämnda dagen med största skäl sägas bilda en vändpunkt i den svenska medicinens historia.
År 1840 utnämndes Huss till överläkare vid Serafimerlasarettet och extra ordinarie professor samt 1846 till ordinarie professor vid Karolinska Institutet. År 1860 förordnades han till ordförande i Sundhetskollegium och generaldirektör över hospitalen, lasaretten och kurhusen i riket. Från ordförandeplatsen i Sundhetskollegium tog han avsked 1864, detta sedan han i Högsta domstolen förlorat ett mål rörande en inspektion av ett apotek i Östergötland. Han kvarstod dock som generaldirektör över hospitalen till 1876. Under sin lärartid utövade Huss jämväl en omfångsrik konsultatorisk läkarverksamhet.
Han var även på ett storartat sätt verksam som vetenskaplig författare. År 1840 utgav han Summarisk öfversigt af sjukvården å k. Seraphimerlazarettets medico-cliniska afdelning, under de sista fem månaderna af år 1839. Även för åren 1840–1842 offentliggjorde han dylika redogörelser, vilka 1843 fortsattes med Cliniska analekter. År 1845 publicerade han sin Observations sur la fièvre typhoïde. Sin största vetenskapliga berömmelse vann Huss genom det 1854 av Franska vetenskapsakademien, med Monthyonska priset belönade Alcoholismus chronicus eller chronisk alkoholssjukdom (två band, 1849–51), där de genom kronisk alkoholförgiftning framkallade sjukliga förändringarna i kroppen först uppställdes såsom en egen sjukdomsform. Vidare kan nämnas hans utmärkta monografier Om typhus och typhoidfeberns statistiska förhållanden och behandling (1855, översatt till tyska, franska och engelska) samt Om lunginflammationens statistiska förhållanden och behandling (1860, tysk översättning). För den fördel de nordamerikanska militärläkarna under kriget mot sydstaterna hade av det förra av dessa arbeten uttalade i en officiell skrivelse Förenta staternas krigsminister ett tacksamt erkännande. Utom dessa arbeten offentliggjorde Huss i tidskrifter en mängd större och mindre uppsatser, redigerade ekonomiska berättelser från Serafimerlasarettet, 1850-1860, och från Kronprinsessan Lovisas vårdanstalt för sjuka barn, 1852-1864, samt Öfverstyrelsens öfver hospitalen underdåniga berättelser, 1861-1876.
Iakttagelserna över den kroniska alkoholismen ledde Huss att med hela sin övertygelse strida mot dryckenskapen. Bland hans skrifter åt detta håll märks Om bränvinsbegäret och bränvinssuperiet i Sverige (1853; avtryck ur hans arbete Om Sveriges endemiska sjukdomar, 1852), Om bleksot och bränvinssuperi i Sverige (1852) samt Om dryckenskapen och dess följder för den enskilde, för familjen, för kommunen, för staten (1882; såldes under de första sju månaderna efter dess utlämnande i 20 000 exemplar). Hans 1887 utgivna Varningsord mot bränvinsbruk och dryckenskap skulle enligt kungligt brev av 10 februari 1888 anslås i allmänna läroverkens och folkskolornas lärosalar. År 1865 utgav Huss folkskriften Om kaffe; dess bruk och missbruk.
Därjämte utövade han stort inflytande på en mängd andra angelägenheter av hygienisk och filantropisk beskaffenhet. Sålunda var det på hans och Carl Peter Dahlgrens upprop, som Kronprinsessan Lovisas vårdanstalt för sjuka barn kom till stånd. I förening med professorerna Hjalmar August Abelin, Pehr Henrik Malmsten och Carl Gustaf Santesson utfärdade Huss inbjudning till subskription för upprättande av Stockholms sjukhem och gick sedan i författning om dettas uppförande samt ordnade dess första förvaltning. Vid reorganisationen av Allmänna Barnhuset i Stockholm, för inrättandet av barnkrubbor och för förbättrad lagstiftning rörande sinnessjukas vård var han likaledes energiskt verksam. Han tog initiativet till Sveriges första barnkrubba, Kungsholmens barnkrubba, inspirerad av motsvarande inrättningar i Paris. Vidare var han ordförande i styrelsen över Statens seminarium för bildande af lärarinnor och i styrelsen för Gymnastiska centralinstitutet samt dels ordförande, dels ledamot i åtskilliga av regeringen förordnade kommittéer m.m.

### Förtroende- och hedersuppdrag
Huss var ledamot av Vetenskapsakademien (1844), ledamot av Vetenskaps- och vitterhetssamhället i Göteborg (1846; hedersledamot 1859), ledamot av Vetenskapssocieteten i Uppsala (1850; hedersledamot 1885) och av Fysiografiska sällskapet i Lund (1878).
År 1857 upphöjdes han i adligt stånd och bevistade som medlem av ridderskapet och adeln riksdagarna 1859–1860, 1862–1863 och 1865–1866. År 1866 flyttade han till Östergötland och var 1873–1874 ledamot av riksdagens andra kammare för Åkerbo, Bankekinds och Hanekinds domsagas valkrets. Åren 1874–83 var han bosatt på Kvistrum i Gärdserums socken i norra Kalmar län, men återvände sistnämnda år till Stockholm.
Utdrag ur Huss efterlämnade manuskript utgavs 1891 under titeln Några skizzer och tidsbilder från min lefnad.
Magnus Huss väg är en kortare gata inom Sankt Görans sjukhusområde.

### Adlad
Magnus Huss adlades 1857 med bibehållet namn och introducerades 1858  på Riddarhuset under nummer 2327. Hans enda barn, Helge Magnus Gabriel Huss (1859–1874), dog före fadern, varför ätten utslocknade med denne.